# Trëchgornyj
Trëchgornyj (in russo Трёхгорный? è una città chiusa (ZATO) della Russia europea centrale, nell'oblast' di Čeljabinsk, sorge sul fiume Jurjuzan', a circa 100 km di distanza in direzione ovest da Zlatoust e a 200 da Čeljabinsk.
Fondata nel 1952 come città chiusa, ricevette lo status di città nel 1952 e nel 2010 ospitava una popolazione di circa 34.000 abitanti.